# 彭维尔
彭维尔（Penville或Pennville）是加勒比海岛国多米尼克圣安德鲁区的一个村庄，该社区位于维埃伊卡斯以北，2001年人口524人。
名字叫冷苏弗里耶尔的冷硫磺泉位于该村附近。这里有条从彭维尔-朴茨茅斯的短路到达此温泉。
15°37′45″N 61°25′10″W / 15.62917°N 61.41944°W